# Dinastía Robertina
La Dinastía o Casa Robertina fue una casa noble de origen franco. Fue fundada por Roberto el Fuerte, conde de Blois y muerto durante una incursión normanda en el 866. Sus dos hijos, asentados en París con los títulos de condes, serían reyes de Francia con el nombre de Eudes I y Roberto I. Estos lucharían contra los últimos reyes carolingios por el trono.
El hijo de este último, Hugo el Grande, duque de Francia y conde de París, llegó a ser el noble más fuerte de Francia, relativamente, pues en esta época el resto de nobles podrían poseer en la práctica muchos más recursos que el rey, puesto a dedo por los nobles por función meramente representativa. En cualquier caso, Hugo prepararía la sucesión de su hijo Hugo Capeto al trono. Este último daría origen a la dinastía de los Capetos.
- Datos: Q1120870